# Arthur Haseloff
Arthur Erich Georg Haseloff, född 28 november 1872, död 30 januari 1955, var en tysk konsthistoriker.
Haseloff utbildade sig främst i Berlin och Rom, där han 1905-20 var sekreterare i preussiska historiska institutionen. 1920 blev han professor vid universitetet i Kiel. Haseloff har särskilt intresserat sig för den medeltida miniatyrforskingen. Bland hans arbeten märks bland andra Codex purpureus Rossanensis (1898), Der Psalter Egberts von Trier (1901, jämte H. V. Sauerland), och Die Bauten der Hohenstaufen in Unteritalien (1920).